# Wéstern

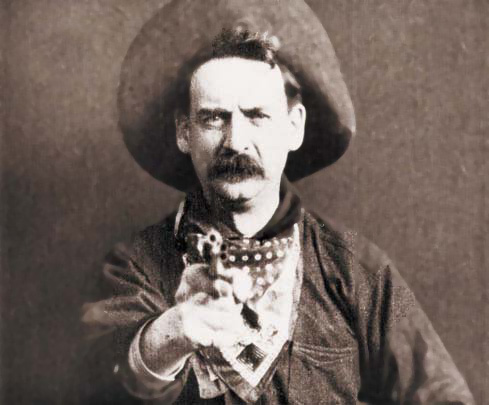
Imagen tomada de la película Asalto y robo de un tren de 1903. En ella aparece Justus D. Barnes en la última secuencia disparando a la cámara. Ésta es cosiderada la primera película wéstern de la historia.

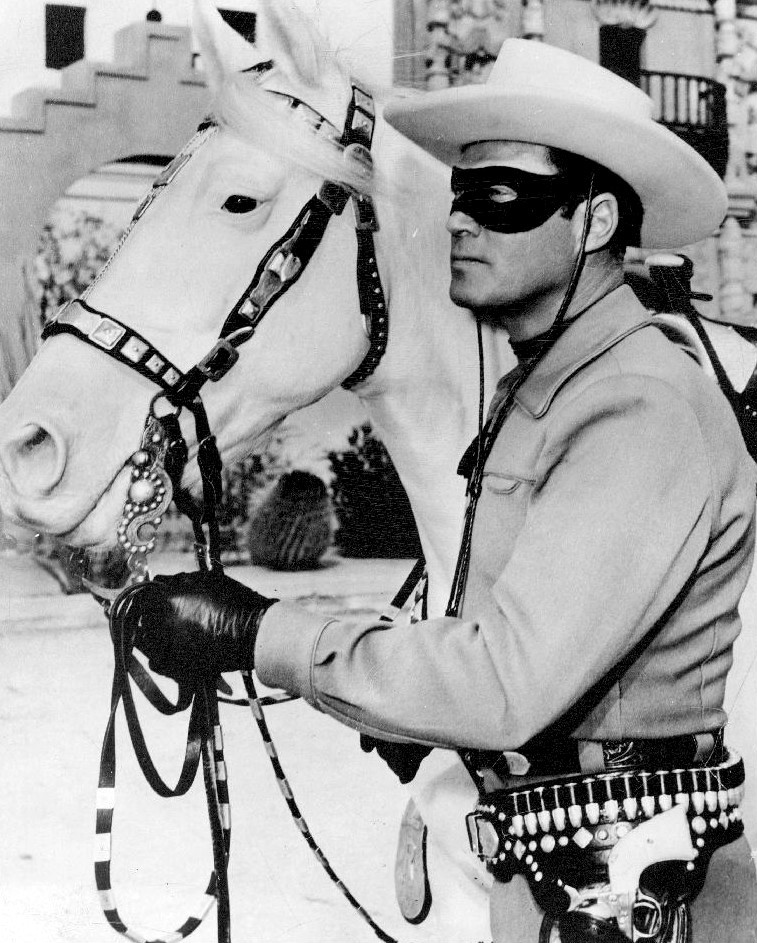
El Llanero Solitario, un famoso pistolero heroico.

El wéstern o películas del Oeste es un género cinematográfico típico del cine estadounidense que se ambienta por lo general en el viejo Oeste estadounidense, en la frontera estadounidense entre la Fiebre del oro de California de 1849 y el cierre de la frontera en 1890, y comúnmente asociada con cuentos populares del Oeste estadounidense, en particular del Suroeste de Estados Unidos, así como de México y el Oeste de Canadá.
La frontera solía denominarse «Viejo Oeste» o «Salvaje Oeste» y se representaba en los medios de comunicación del wéstern como una región hostil y poco poblada, patrullada por vaqueros, forajidos, sheriffs y otros muchos personajes tipo de «pistoleros». Las narrativas del wéstern suelen tener que ver con intentos graduales de domar el Oeste estadounidense, plagado de delincuencia, usando temas más amplios de justicia, libertad, individualismo rudo, destino manifiesto y la historia e identidad nacionales de los Estados Unidos.
La palabra «wéstern» es originariamente un adjetivo derivado del inglés west («oeste»), pero se sustantivó para hacer referencia fundamentalmente a obras cinematográficas, aunque también existe en la literatura (novela del Oeste). Wéstern es un extranjerismo adaptado al español e incorporado en el Diccionario de la lengua española de la Asociación de Academias de la Lengua Española. A estas obras cinematográficas también se les suele llamar películas de vaqueros.
Originado en la herencia vaquera y la ficción wéstern, el género popularizó el estilo de vida del Oeste, la música country-wéstern y la moda western en todo el mundo. A lo largo de la historia del género, ha conocido renacimientos populares y se ha incorporado a varios subgéneros.

## Características
En principio una película se incluiría en este género simplemente por estar situada su acción en un contexto determinado: la exploración y el desarrollo del territorio occidental de los Estados Unidos durante el siglo XIX, sin embargo, con el tiempo las características de dicho contexto histórico se fueron extendiendo a los personajes de esas historias, condicionando su modo de vida y definiendo su idiosincrasia.
Muchas veces, las películas del Oeste están ambientadas en territorios inexplorados o indómitos, bajo la amenaza latente del ataque de los indios, o en ciudades sin ley en las que los bandidos campaban a sus anchas. Por ello, el género se fue enfocando hacia la confrontación de los diversos personajes, adquiriendo un carácter cada vez más psicológico. Lo habitual es también que algunos de esos personajes representasen el bien sin ambages, aquella gente que viajaba esperanzada a esas tierras con la utopía de forjar un hogar y vivir en paz y en libertad, y otros representasen por el contrario el lado malvado, aquellos que se aprovechaban de los indefensos para hacer su propia vida más fácil. Es por toda esta serie de temas fundamentales y rasgos comunes que no se considera necesario que una película esté ambientada en el Oeste estadounidense para poder calificarla de wéstern, aunque ello pueda ser siempre una apreciación algo sui generis.
El wéstern ha sido usado a menudo por el cine estadounidense para escribir la épica de su propio país, una narración legendaria del proceso de fundación de los Estados Unidos protagonizada por héroes que encarnan algunos de los valores más arraigados de su cultura, siempre bajo la inspiración del destino manifiesto y con una iconografía característica (sombrero tejano, pistolas, chalecos, caballos, desierto, ciudades-calle, saloon, ranchos, diligencias e indios).

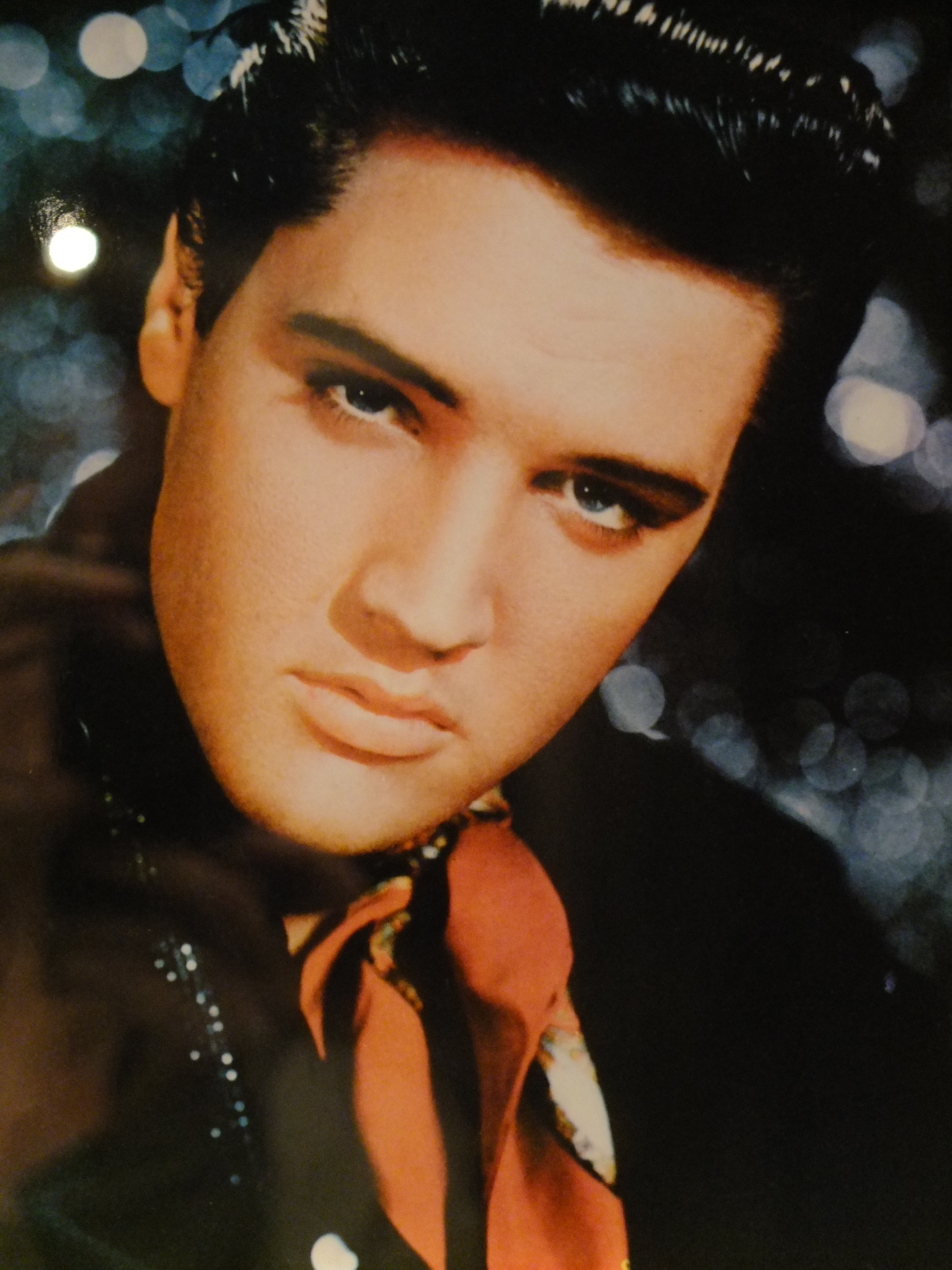
Elvis Presley protagonizó varias películas de wéstern.

Dentro del wéstern es habitual diferenciar diversas tendencias o subgéneros, tales como el llamado western crepuscular o "revisionista" (Arthur Penn y Pequeño gran hombre; Sam Peckinpah y Mayor Dundee; Clint Eastwood y Unforgiven o Lawrence Kasdan y Silverado), el spaghetti western, cuyo más señalado director fue Sergio Leone (El bueno, el feo y el malo, Once Upon a Time in the West, etc.), el chili western, realizado en México en locaciones de Durango y Zacatecas, o el acid western, propio de la contracultura de los años sesenta.
Algunos directores y actores se especializaron en el género hasta el punto de convertirse en iconos modernos de este tipo de cine, como por ejemplo el director John Ford o los actores Harry Carey, Tom Mix, Randolph Scott, John Wayne o Clint Eastwood.

### Historias y personajes
El western clásico es un tipo de moralidad centrada en el conflicto entre la naturaleza salvaje y la civilización.Las historias suelen centrarse en la vida de un vagabundo blanco y nómada, usualmente un vaquero o pistolero que monta a caballo y va armado con un revólver o un rifle. Los personajes masculinos suelen llevar sombreros stetson de ala ancha y copa alta, pañuelos o bandanas al cuello, chalecos y botas vaqueras con espuelas. Aunque muchos usan camisas y pantalones convencionales, otras usan ropa de pieles o guardapolvos.
Las mujeres en el wéstern clásico suelen desempeñar papeles secundarios, como interés romántico para el protagonista masculino, o papeles de reparto, como meseras de cantina, prostitutas o esposas de pioneros y colonos (el personaje de la esposa suele proporcionar una cierta pausa cómica). Otros personajes recurrentes son indios de varias tribus, afroamericanos, sinoestadounidenses, mexicanos, agentes del orden, cazarrecompensas, forajidos, taberneros, comerciantes, tahúres, soldados (especialmente de caballería) y colonos (granjeros, rancheros o simples ciudadanos).
La ambientación suele estar marcada por una banda sonora de música wéstern, que incluye música folclórica estadounidense (p. ej., country, música indígena norteamericana o música de Nuevo México), así como música folclórica española o mexicana (p. ej., rancheras).

### Lugares
Las películas wéstern suelen hacer hincapié en la dureza de las tierras salvajes y con frecuencia sitúan la acción en paisajes áridos y desolados de desiertos y montañas. A menudo, el vasto paisaje desempeña un papel importante, presentando una «visión mítica de los llanos y desiertos del Oeste estadounidense».Escenarios específicos incluyen ranchos, pequeños pueblos fronterizos, cantinas (saloons), ferrocarriles, tierras salvajes y fuertes militares aislados del Salvaje Oeste. Muchas películas wéstern utilizan el mismo argumento, mostrando un crimen, luego mostrando la persecución del malhechor y concluyendo en la venganza y el castigo, a menudo mediante un tiroteo o un duelo a quién desenfunde primero.

### Temas
El género del wéstern retrata a veces la conquista de las tierras salvajes y la subordinación de la naturaleza en nombre de la civilización o la confiscación de los derechos territoriales de los habitantes originales de la frontera, los nativos norteamericanos. El wéstern describe una sociedad organizada en torno a códigos de honor y justicia por la propia mano, directa o privada—«justicia de la frontera»—que es impartida mediante tiroteos. Estos códigos de honor suelen representarse a través de enemistades o de individuos que buscan venganza personal o retribución contra alguien que les ha hecho daño (por ejemplo, la venganza y la retribución son temas principales en True Grit). Esta representación en el wéstern de la justicia personal contrasta fuertemente con sistemas de justicia organizados en torno a la ley racionalista y abstracta que existen en las ciudades, en las que el orden social se mantiene predominantemente a través de instituciones relativamente impersonales como tribunales. La percepción popular del wéstern es la de una historia centrada en la vida de un vagabundo seminómada, normalmente un vaquero o un pistolero.Un cliché en la concepción popular de las películas wésterm es un duelo en pleno mediodía protagonizado por dos o más pistoleros.
En cierto modo, tales protagonistas pueden considerarse los descendientes literarios de los caballeros andantes, que fueron el centro de géneros amplios más tempranos como los romances artúricos. Al igual que el vaquero o el pistolero de las películas wéstern, el caballero andante de los cuentos y poesías europeos tempranos erraba de un lugar a otro a lomos de su caballo, luchando contra villanos de diversa índole y sin estar sujeto a estructuras sociales fijas, sino únicamente a su propio código de honor innato. Al igual que los caballeros andantes, los héroes de las películas wéstern suelen rescatar a damiselas en apuros. Del mismo modo, los protagonistas errantes de las películas wéstern comparten muchas características con los ronin de la cultura japonesa moderna.
El wéstern suele tomar estos elementos y utilizarlos para contar simples historias de moralidad, aunque algunos ejemplos notables son más ambiguos moralmente (por ejemplo, los últimos westerns de John Ford o Unforgiven, de Clint Eastwood, sobre un viejo asesino a sueldo). Las películas wéstern suelen hacer hincapié en la dureza y el aislamiento de las tierras salvajes, y con frecuencia sitúan la acción en paisaje áridos y desolados. Suelen tener escenarios específicos, como ranchos aislados, aldeas de indios o pequeños pueblos fronterizos con un saloon. A menudo, estos escenarios aparecen desiertos y sin mucha estructura. Aparte de las tierras salvajes, el saloon suele poner de relieve que estamos en el Lejano Oeste: es el lugar al que hay que ir para escuchar música (pianos estridentes), a encontrarse con mujeres (a menudo prostitutas), a jugar (al póquer o al póquer descubierto), a beber (cerveza, whisky o tequila si se ambienta en México), a pelearse a golpes y a disparar. En algunos wésterns, donde la civilización ha llegado, el pueblo tiene una iglesia, un almacén, un banco y una escuela. En otros, donde las reglas de la frontera aún prevalecen, es, como dijo Sergio Leone, «donde la vida no tiene valor».

### Tramas
El escritor y guionista Frank Gruber identificó siete tramas básicas en las películas wéstern:
- La historia Union Pacific: La trama gira en torno a la construcción de un ferrocarril, una línea telegráfica o algún otro tipo de tecnología moderna en la salvaje frontera. Las historias de caravanas entran en esta categoría.
- Las historias de ranchos: Rancheros que protegen su rancho familiar de los cuatreros o de grandes terratenientes que intentan expulsar a los propietarios.
- Las historias de imperios: La trama consiste en construir un imperio ganadero o petrolífero desde cero, una trama clásica de «de mendigo a millonario», que a menudo implica conflictos por recursos como el agua o minerales.
- Las historias de venganza: La trama suele consistir en la persecución de un individuo agraviado, pero también puede incluir elementos de las historias de misterio clásicas.
- Las historias de indios y caballería: La trama gira en torno a la «domesticación» de las tierras salvajes para los colonos blancos o la lucha contra los nativos norteamericanos.
- Las historias de forajidos: Las bandas de forajidos dominan la acción.
- Las historias de marshals: El agente del orden público y sus desafíos dirigen la trama.

Gruber afirma que los buenos escritores utilizan el diálogo y el desarrollo de la trama para convertir estos argumentos básicos en historias creíbles.

## Historia

### Origen
El padre del wéstern cinematográfico fue Edwin S. Porter, quien, en 1903, realizó Asalto y robo de un tren, película que dio inicio a este género.
Esta película, además, puede ser considerada como la primera obra importante, con argumento de ficción, del cine estadounidense. La cinta emplea de forma algo rudimentaria el montaje paralelo, y aunque la acción suele transcurrir de cara al espectador se observa un uso narrativo de la profundidad. Su última escena, un primer plano de un pistolero disparando sus armas hacia el espectador, causó una impresión parecida a la que pudo hacer en su día el tren de los hermanos Lumiére. La película fue un gran éxito.

### Edad de oro

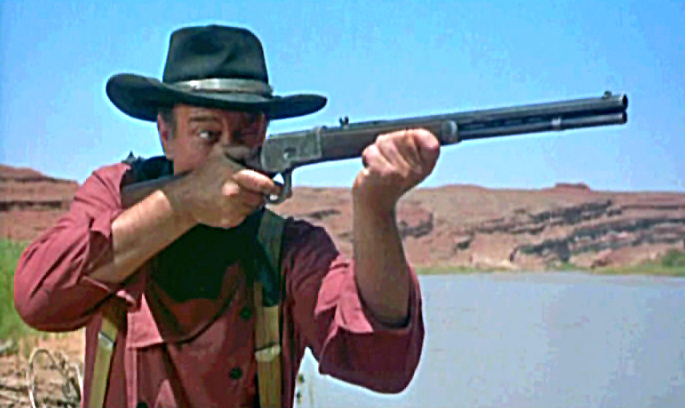
John Wayne en The Searchers, de 1956.

Se considera que la época dorada, y clásica, del wéstern corresponde fundamentalmente al cine estadounidense de los años 1940 a 1960. El director más reconocido del género es John Ford, autor de películas como La Diligencia (1939), Pasión de los fuertes (1946), The Searchers (1956) o El hombre que mató a Liberty Valance (1962). Otros títulos y autores de especial relevancia son Howard Hawks con sus "ríos" (Río Rojo, Río Bravo...); William Wellman (Caravana de mujeres); Budd Boetticher (Los cautivos); Anthony Mann (Winchester 73), así como directores que se acercaron ocasionalmente al género, como Raoul Walsh (Murieron con las botas puestas); Fred Zinnemann, con Solo ante el peligro (High Noon, 1952); Nicholas Ray (Johnny Guitar); Delmer Daves (Flecha rota); King Vidor (Duelo al sol); George Stevens (Raíces profundas); Robert Aldrich (Veracruz), entre otros.
A mediados de los cincuenta y durante la década de los sesenta Elvis Presley interpretó varias películas del género wéstern, como Love Me Tender, Estrella de fuego, Wild in the Country, Stay Away, Joe, The Trouble with Girls y Charro.

### Decadencia
Coincidiendo con una sensación progresiva de pérdida de interés por parte del público, se fueron desarrollando nuevas vertientes, a veces dentro del conjunto de los directores más clásicos (por ejemplo el wéstern crepuscular, que suele hablar con nostalgia y romanticismo sobre el fin de esa época, contraponiéndola casi siempre a la llegada de una civilización personificada en la locomotora) y otras veces «desde fuera», ya fuese desde otros países (Italia: el spaghetti western, que se centraba en el aspecto más elegíaco y autoparódico, que de todas maneras tuvo sus imitaciones en América) o desde la visión de una generación más joven, que introdujo nuevos elementos en el género. Un ejemplo de esto es The Hateful Eight, que es una película estadounidense escrita y dirigida por Quentin Tarantino, estrenada en Estados Unidos en 2015. Se trata de un wéstern que mezcla elementos de cine de misterio y comedia negra.

### Actualidad
Cabe también agregar que el wéstern como género novelístico adquirió especiales características durante la llamada Guerra silenciosa. Durante esta, por ejemplo, los personajes se manifiestan de formas más marcadamente dicotómicas.
En cuanto al cine, el número de wéstern ha ido descendiendo con el paso de los años, hasta el punto de ser uno de los géneros del cine clásico estadounidense que casi ha desaparecido. Aun así, en los últimos años ha habido esporádicos intentos de resucitar el género, ya fuese tratando de recuperar las raíces clásicas (Unforgiven, Open Range) como aproximándose a formas narrativas o visuales experimentales (Dead Man, Blueberry). El legado del wéstern se considera de gran importancia y no es difícil ver sus huellas en el cine contemporáneo (por ejemplo en películas como Una historia de violencia, No Country for Old Men o Los tres entierros de Melquiades Estrada).

### Adaptaciones
La historia de El Llanero Solitario fue llevada a dibujos animados por Hanna Barbera en la década de 1960 y al cine nuevamente en 2013 adaptada por Gore Verbinski de la mano de Disney (también titulada El Llanero Solitario). La misma productora creó a Tiro Loco McGraw, un caballo parlante que ejercía como alguacil y que es ayudado por un poni llamado Pepe Trueno o Pepe Luis. Otros cortos incluyen a un conejo llamado Comisario Ricochet que ejercía como comisario en un pequeño pueblo, con la ayuda de Droop-a-loong.
Algunas series animadas como Guardianes de la galaxia o Jinete sable y los comisarios estrella presentan escenas wéstern en un estilo futurista, lo mismo que la serie de acción real Firefly y su posterior adaptación cinematográfica, Serenity. En un capítulo del anime Tenchi Muyō!, Nagy (rival de Ryouko) secuestra a Tenchi y lo lleva a Venus, donde la espaciopirata intenta rescatarlo en un ambiente de estilo wéstern.
De igual manera, algunos manga han sido inspirados por este género, un ejemplo es JoJo's Bizarre Adventure: Steel Ball Run, el cual centra su historia en una carrera de caballos en el viejo Oeste durante el año 1890.